# Stelletta tuba
Stelletta tuba är en svampdjursart som beskrevs av Lebwohl 1914. Stelletta tuba ingår i släktet Stelletta och familjen Ancorinidae. Inga underarter finns listade i Catalogue of Life.